# ابراهیم بن موسی فیومی
ابراهیم بن موسی فَیّومی (۱۶۵۲، فیوم - ۱۷۲۵، قاهره)فقیه مالکی مصری و شیخ الازهر بود. شرح العزّی در تصریف، اثر اوست. 